# Портрет Иоганны Штауде
Портрет Иоганны Шта́уде (нем. Bildnis Johanna Staude) — незаконченный погрудный женский портрет австрийского художника Густава Климта, один из последних в его творчестве. Иоганна Штауде (1883—1967), урождённая Видличка, приходилась сестрой художникам Леопольду и Антону Видличка и оперному певцу Рихарду Видличке, преподавала артистическую речь и служила экономкой у Петера Альтенберга. Штауде позировала также Эгону Шиле.
Портрет Иоганны Штауде отличается от предшествующих женских портретов спокойной простотой композиции. Известно, что Петер Альтенберг называл Иоганну «современным ангелом». Голубоглазая женщина изображена на портрете с остромодной короткой причёской в бирюзовой блузе из ткани производства Венских мастерских по дизайну «листья» Марты Альбер и выглядит очень уверенно. Шею Иоганны украшает боа из перьев, притягивающее внимание к её лицу, которое закончено за исключением рта. На вопрос модели, почему же Климт не допишет его, он якобы ответил: «Потому что ты тогда больше никогда не придёшь в мастерскую».
В трудные годы Первой мировой войны художник работал над несколькими женскими портретами на заказ, которые по причине его внезапной смерти остались незавершёнными. Многие из них выполнены на однотонном фоне. Тем не менее, не исключается, что Климт намеревался оформить контрастный красно-оранжевый фон портрета Иоганны Штауде азиатскими мотивами, как прежде на портретах Элизабет Ледерер или Фридерики Беер-Монте. Портрет Иоганны Штауде, вероятно, не является заказным портретом в классической форме, а дружеским подарком. Она не была состоятельной дамой, а в письме Антону Ханаку в 1930 году назвала Климта «чудесным другом, понимающим и воспитывающим». После смерти художника портрет находился в собственности Иоганны Штауде, она продала его галерее Бельведер в 1963 году.